# Richard William George Dennis
Richard William George Dennis (Thornbury, 13 de julio de 1910 - 7 de junio de 2003 ) fue un micólogo, y fitopatólogo británico.

## Origen y educación
Era hijo de un maestro de escuela y nació en Thornbury, Gloucestershire. Se educó en la escuela Marlwood y continuó en la Universidad de Bristol, donde estudió geología y botánica, su tesis versó sobre la enfermedad de cancro del sauce. En 1930, obtuvo un cargo en el "Departamento de Agricultura" del "West of Scotland Agricultural College", en Glasgow, donde estudió las patologías del género Avena, lo cual se convirtió en el tema de su Doctorado en la Universidad de Glasgow en 1934.

## Carrera y viajes
En 1939, obtuvo un cargo de fitopatólogo asistente en el Departamento de Agricultura de Edimburgo. Tras su regreso a Inglaterra en 1944, pasó a ser asistente de Elsie Maud Wakefield, jefa de micología en el Real Jardín Botánico de Kew. Cuando Wakefield se retiró en 1951, ocupó su puesto hasta su jubilación, en 1975.
Sus primeras publicaciones reflejaron su trabajo como patólogo de plantas, pero en Kew desarrolló el interés y la experiencia por la taxonomía de los hongos, en particular por Ascomycota. Su investigación dio lugar a una serie de documentos que culminó en la publicación de British cup fungi and their allies en 1960, posteriormente revisado y ampliado con el título British Ascomycetes. También realizó una lista de control de los basidiomicetos británicos con el agaricólogo Arthur Anselm Pearson, publicada en 1948. En 1960, le siguió una nueva lista mucho más revisada con Peter D. Orton y Frederich Bayard Hora.
En 1949 tuvo la oportunidad de visitar las colonias británicas de Trinidad y Jamaica para recolectar hongos y en 1958 lo hizo en Venezuela. Esos viajes de campo le sirvieron para escribir una serie de documentos importantes, como Fungus flora of Venezuela and adjacent countries, una obra de referencia importante que sigue siendo hoy texto de consulta.
Dennis llevaba mucho tiempo interesado en las Hébridas (y en sus hongos) y, tras su jubilación, fue capaz de llevar a cabo su ilusión con una serie de viajes de estudio. Eso dio lugar a una serie de documentos, a los que siguieron una lista completa en 1986, Fungi of the Hebrides. Además continuó su obra en Kew Gardens como "miembro de investigación honorario", publicando su último artículo en 1999.
Dennis publicó más de 200 libros y artículos entre 1931 y 1999, describiendo un número considerable de nuevas especies de hongos.

## Reconocimientos
- Miembro de la Sociedad Linneana de Londres

## Eponimia
Géneros
- Dennisiella Bat. & Cif.
- Dennisiodiscus Svrcek
- Dennisiomyces Singer
- Dennisiopsis Subram. & Chandrash.
- Dennisographium Rifai

Especies
- más de 40[1][2]

## Algunas publicaciones
- Dennis, R.W.G., Orton, P.D., Hora, F.B. 1960. New checklist of British agarics and boleti. Supplement to Trans. of the British Mycological Soc.
- Fungus flora of Venezuela and adjacent countries (1970). Londres: HMSO
- British Ascomycetes (1978). Vaduz: J.Cramer
- Fungi of the Hebrides (1986). Kew: Royal Botanic Gardens
- Fungi of South East England (1995). Kew: Royal Botanic Gardens
- Wakefield, E.M. & Dennis, R.W G. (1950). Common British Fungi. London: Gawthorn
- Pearson, A.A. Dennis, R.W.G. 1948. Revised list of British agarics and boleti. Trans. of the British Mycological Soc. 31: 145-190

### Libros
- Elsie M. Wakefield, Richard William George Dennis. 1981. Common British fungi: a guide to the more common larger Basidiomycetes of the British Isles. Know the countryside series. 2ª ed. Saiga. 212 pp. ISBN 0-904558-94-0
- 1970. Fungus flora of Venezuela and adjacent countries. Volumen 3 de Kew bulletin additional series. Ed. H.M.S.O. 531 pp.
- 1968. British ascomycetes. Ed. Cramer. 455 pp.
- 1956. A revision of the British Helotiaceae in the Herbarium of the Royal Botanic Gardens, Kew: with notes on related European species. N.º 62 de Mycological papers. Ed. Commonwealth Mycological Institute. 216 pp.